# Edina Kotsis
Edina Kotsis (* 27. Juni 1990) ist eine ungarische Taekwondoin. Sie startet in der Gewichtsklasse bis 57 Kilogramm.
Kotsis startet seit dem Jahr 2005 bei internationalen Wettkämpfen. Ihre ersten Titelkämpfe im Erwachsenenbereich bestritt sie bei der Weltmeisterschaft 2007 in Peking, wo sie das Achtelfinale erreichen konnte. Im gleichen Jahr gewann sie mit Silber bei der Junioreneuropameisterschaft in Baku ihre erste internationale Medaille. Erfolgreich verlief auch die Weltmeisterschaft 2009 in Kopenhagen. Kotsis zog ins Viertelfinale ein und schied dort nur knapp gegen die spätere Weltmeisterin Hou Yuzhuo aus. Im folgenden Jahr verteidigte sie bei der Junioreneuropameisterschaft in Charkiw ihren Titel erfolgreich. Ihren sportlich bislang größten Erfolg erkämpfte sich Kotsis bei der Europameisterschaft 2012 in Manchester. Sie zog ins Finale ein und besiegte dabei unter anderem auch die Lokalmatadorin Jade Jones, mit Silber gewann sie schließlich auch im Erwachsenenbereich ihre erste Medaille bei internationalen Titelkämpfen.
Im russischen Tscheljabinsk unterlag sie bei den Taekwondo-Weltmeisterschaften 2015 im Halbfinale der späteren Vizeweltmeisterin Eva Calvo aus Spanien und errang so eine Bronzemedaille.